# 몬터규 톨러

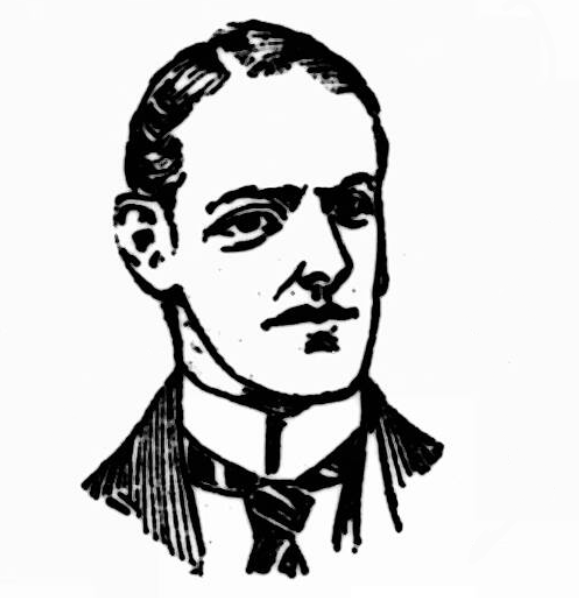

몬터규 헨리 톨러(영어: Montagu Henry Toller 몬터규 헨리 톨러[*], 1871년 1월 1일~1948년 8월 5일)는 19세기 후반 데본 카운티 크리켓 클럽과 서머셋 카운티 크리켓 클럽에서 뛰었던 영국의 크리켓 선수였다. 그는 1897년 서머셋의 선수로 6번의 일류 크리켓 경기를 했었고, 주로 좋은 클럽 크리켓 선수였다. 1900년 프랑스에서 개최된 1900년 하계 올림픽에서 영국의 크리켓 대표단 데본 원더러스의 선수로 출전한 바 있다. 이 시기는 크리켓이 올림픽에 등장한 유일한 시기였다.

## 유년기
몬터규 헨리 톨러는 1871년 1월 1일 영국 데번주 노스데번의 항구 마을 반스터플에서 태어났다. 아버지는 윌리엄 헨리 톨러이다. 그는 티버튼에 있는 블런델 기숙 독립 학교출신이며 그곳에서 크리켓 XI와 럭비 XV에서 뛰었다.

## 청년기 및 노년기
그의 아버지를 따라 그는 변호사가 되었지만, 1901년에 해리엇 존스와 결혼한 후 그는 아내와 함께 반스터플에 있는 로열 & 포테스큐 호텔의 공동 관리를 맡았다. 그는 크리켓 말고도 지역 정치 면에서 적극적인 역할을 맡았고, 카운티와 시의회의 독립적인 후보로 선출되었다. 후에 그는 아내와 헤어졌고, 브라이튼으로 이사하여 다시 한 번 변호사로 일했다. 그는 1948년 8월 5일 햄프셔주 티치필드의 뫼언 비치에서 77세의 나이로 사망했다.

## 크리켓과 럭비 선수로서
톨러는 크리켓, 럭비 말고도 테니스, 골프, 당구를 훌륭한 수준으로 경기할 수 있는 스포츠맨이었다. 크리켓에서 톨러는 오른손잡이 타자였다. 1889년에서 1895년 사이에 그는 데본 팀에서 이류 크리켓을 했다.
그는 볼링 등으로 많은 상을 받았고 1895년 시즌 동안 그는 W.G 그레이스의 팀에서 경기를 하도록 초대되어 그 팀의 선수로 활동하기도 하였다.
1897년 아마추어로 카운티에서 일류 크리켓을 하기도 했었다. 그는 서머셋과 성공적인 시도를 하기도 했었고, "새미 우즈의 XI"에서 33득점을 득점하기도 했다. 그러나 톨러는 실수도 하였으므로, 1897년 시즌이 끝날 무렵 크리켓 잡지는 그가 서머셋에게 “완전한 실패를 증명했다"고 말하기도 하였다.

### 올림픽
톨러는 1900년 하계 올림픽에서 영국 크리켓 팀을 획득한 금메달의 일원이기도 하다. 이 시기는 크리켓이 올림픽에 등장한 유일한 시기이다. 경기는 이틀 동안 진행되었고 4이닝 동안 366점만 득점했기 때문에 낮은 점수로 경기는 종료되었다. 프랑스 크리켓 팀과의 유일한 경기에서 그는 1회에 2점을 득점했고 2회에는 타구하지 않았다. 그는 2회에 단 9점 동안 7개의 개찰구를 가져갔고, 경기에서 단 5분 만에 영국이 승리하는 데 도움을 주었다. 알프레드 바우어먼과 함께 몬타구 톨러는 각각 방망이와 볼로 경기에 출연하여 158점으로 유일한 크리켓 경기에서 승리했다. (위키백과 1900년 하계 올림픽 참조)